# شاي برينان
شاي برينان (بالإنجليزية: Shay Brennan)‏ (6 مايو 1937 بمانشستر في المملكة المتحدة - 9 يونيو 2000 في جمهورية أيرلندا) هو لاعب كرة قدم أيرلندي في مركز الظهير. شارك مع منتخب جمهورية أيرلندا لكرة القدم. أما مع النوادي، فقد لعب مع مانشستر يونايتد وووترفورد يونايتد ودوري أيرلندا الحادي عشر ‏.

## وصلات خارجية
- شاي برينان على موقع الاتحاد الأوربي (الإنجليزية)
- شاي برينان على موقع قاعدة بيانات كرة القدم.إي يو (الإنجليزية)
- شاي برينان على موقع ناشيونال فوتبول تيمز (الإنجليزية)
- شاي برينان على موقع Soccerway.com (الإنجليزية)
- شاي برينان على موقع عالم كرة القدم.نت (الإنجليزية)